# Bassaxhoorn
Een bassaxhoorn is een muziekinstrument uit de familie van de saxhoorns, behorend tot de soort van de koperblazers.
Er bestaan bassaxhoorns in Bes (vaak kortweg Bas of Besbas genoemd) en in Es (vaak kortweg Esbas genoemd). Zie ook: transponerende instrumenten.
Voor bassaxhoorn schrijft men in de bassleutel.